# Nisida
Nisida (in der Antike Νησίς, Nēsis, ionisches Altgriechisch: „Inselchen“) ist mit einer Oberfläche von 29 ha nach Ischia, Capri, Procida und Vivara die fünftgrößte Insel im Golf von Neapel. Trotz ihrer geringen Größe ist die Insel aus historischen Gründen und wegen ihrer reizvollen Lage bedeutsam.

## Lage und physische Gestalt
Nisida liegt ca. 1 km südwestlich vor dem Capo Coroglio, einem Ausläufer des Posillipo, und trennt mit diesem zusammen den Golf von Pozzuoli vom eigentlichen Golf von Neapel. Die Insel zählt zur untermeerischen Fortsetzung der Phlegräischen Felder: sie ist selbst ein ehemaliger vulkanischer Krater, wovon bis heute ihre sichelförmige Gestalt zeugt. Die ehemalige Caldera des Kraters bildet einen ungefähr kreisförmigen natürlichen Hafen, der sich nach Südwesten zum Golf öffnet. Der Außenhang des Kraters fällt im Westen und Süden steil, nach Norden und Osten sanft ab; dieser flache Hang bildet von jeher den bewohnten und landwirtschaftlich genutzten Hauptteil der Insel.
Der heutige Durchmesser der Insel beträgt ca. 0,5 km, ihr höchster Punkt liegt 109 m über dem Meeresspiegel. Sie könnte jedoch in antiker Zeit größer gewesen sein, da sie sich vermutlich wie andere Gebiete der Phlegräischen Felder durch vulkanische Tätigkeit gehoben bzw. (in diesem Falle) gesenkt hat. Antike Quellen bezeugen, dass auf Nisida noch bis in die Römische Kaiserzeit aktive Fumarolen vorhanden waren; Lucan vergleicht die giftige Luft, welche verwesende Kadaver ausströmen, mit dem „Hauch, mit dem die Nesis aus ihren nebelverhangenen Felsen giftige Schwaden sendet, wenn Typhons Höhlen Wahnsinn und Tod ausatmen“ (De bello civili 6, 90–93; vgl. Statius, Silvae 2, 2, 78). Das dürfte freilich teilweise dichterische Übertreibung sein.

## Geschichte

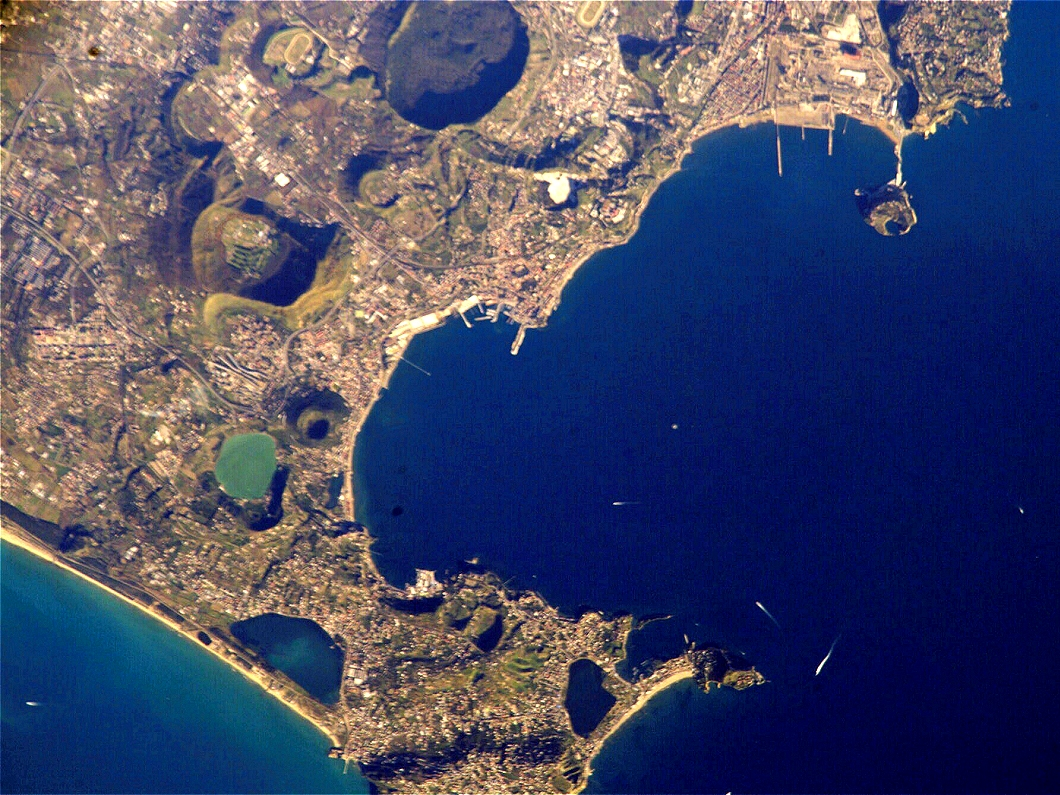
Der Golf von Pozzuoli, rechts oben die Insel Nisida (Aufnahme von der ISS)

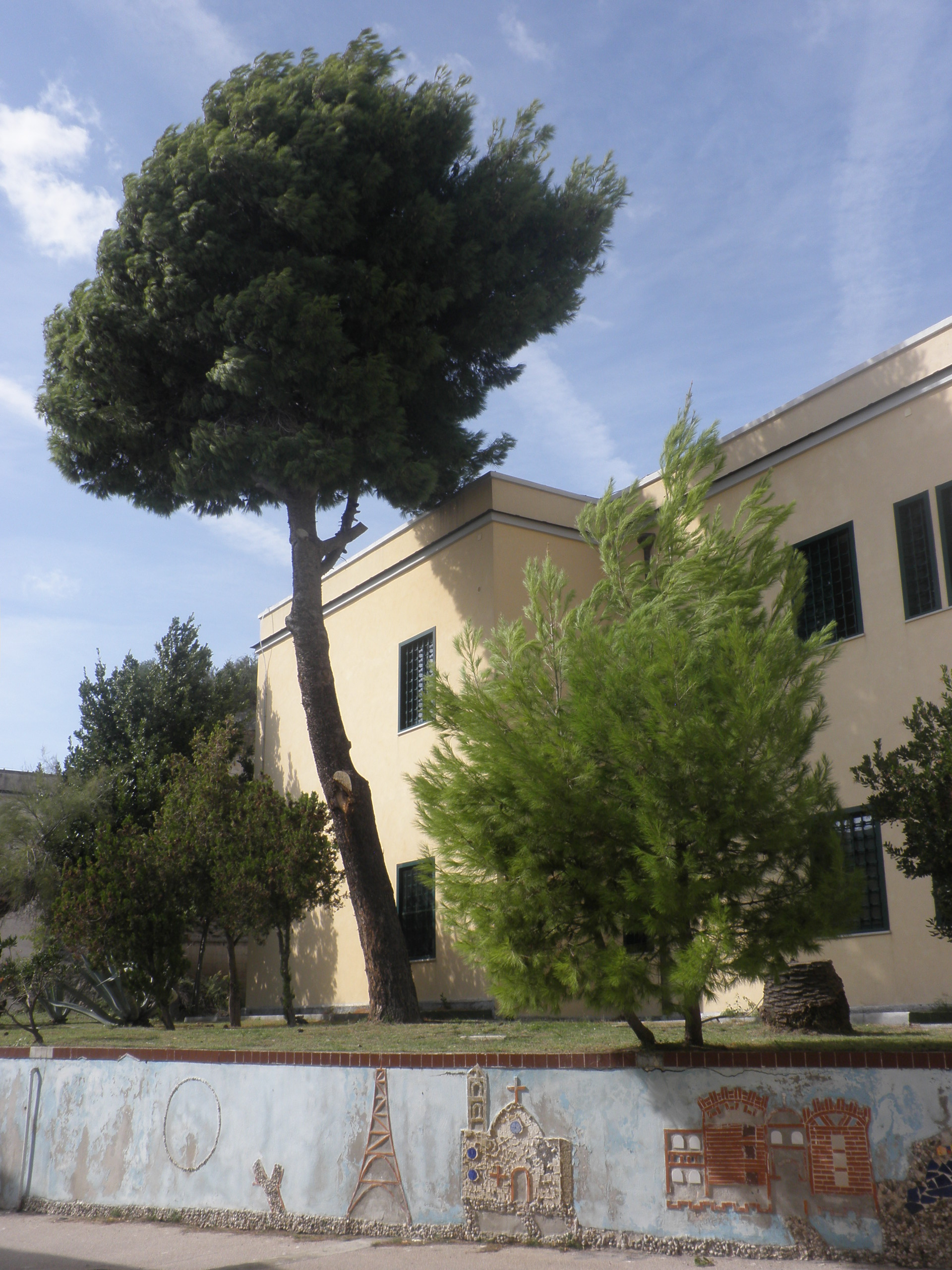
Haftanstalt für jugendliche Straftäter

In der Antike wurde auf Nisida unter anderem Spargel angebaut (Plinius der Ältere, Naturalis historia XIX 146). Lucius Licinius Lucullus soll auf seinem dortigen Landsitz großartige Bankette gegeben haben. Später besaß Brutus der Jüngere eine Villa auf Nisida, in der ihn auch Cicero wiederholt besuchte (Cicero, Ad Atticum 16, 1, 1; 3, 6; 4, 1). Nach Brutus’ Niederlage in der Schlacht bei Philippi soll sich in ebendieser Villa seine Frau Porcia, die Tochter Catos des Jüngeren, selbst getötet haben. Weitere Erwähnungen finden sich zum Beispiel bei Seneca (Ad Lucilium 53, 1).
Über das Schicksal Nisidas in Spätantike und Mittelalter ist fast nichts bekannt. Im Jahr 1533 wurde die Insel für 3000 Dukaten von Giovanni Piccolomini, dem Herzog von Amalfi, erworben. Seine Nachfolger errichteten dort ein Kastell. Als später im sog. Königreich beider Sizilien und damit auch in Neapel die Pest wütete, ließ der Herzog von Alba auf Nisida ein Lazarett anlegen, was eine Tradition begründete: die Insel diente bis ins 20. Jahrhundert als Lazarett- und Quarantänestätte. Das Kastell war noch im 18. Jahrhundert ein wichtiger Teil der Küstenverteidigung; im 19. Jahrhundert wurde es aufgegeben und in ein Gefängnis, später in ein Zuchthaus verwandelt. Im Februar 1851 wurde dort der Politiker Carlo Baron in Kettenhaft eingekerkert und erst dank einer von Gladstone veranlassten Intervention Englands in die leichtere Haft nach Ischia überwiesen. Ein weiterer berühmter Gefangener Nisidas war Luigi Settembrini.
Teilweise auf der Insel siedelte in derselben Zeit Alexandre Dumas seine Erzählung Nisida an (1839–1841, Teil der Sammlung Crimes célébres). Seine Titelheldin ist „das hübscheste Mädchen der Insel, nach der sie heißt. Sie ist vollkommen unschuldig; ihr Vater ist nur ein armer Fischer, aber ich kann Eure Exzellenz versichern, dass er auf seiner Insel wie ein König geachtet wird.“ (Zitat vom Anfang der Erzählung) – Im späten 19. Jahrhundert entstand auf der Insel eine regelrechte Quarantäneanstalt. Auf einem nordöstlich in Richtung Festland vorgelagerten Felsen wurde zudem ein Marinelazarett angelegt, das ein Damm mit dem Hauptteil von Nisida verband. Dieser Damm wurde später bis zum Festland, also dem Capo Coroglio verlängert, so dass man Nisida heute trockenen Fußes, ja sogar mit dem Auto erreichen kann.
Zu Beginn des 20. Jahrhunderts lebten auf Nisida etwa 780 Einwohner, v. a. vom Anbau von Oliven, Wein, Obst und Gemüse. Damals wie heute gehört die Insel verwaltungstechnisch zur Gemeinde Pozzuoli der Metropolitanstadt Neapel. Von November 1945 bis Dezember 1961 befand sich auf der Insel die italienische Luftwaffenakademie, die dann einen neuen Sitz auf dem Festland gegenüber von Nisida erhielt. Von 1972 bis 2013 diente die Insel als Hauptquartier eines NATO-Marinekommandos (Allied Maritime Command Naples des JFC Naples), heute befindet sich dort das Logistikkommando der italienischen Marine. Darüber hinaus gibt es dort seit 1934 eine Haftanstalt für jugendliche Straftäter (Istituto penale di Nisida). Dennoch kann man die Insel teilweise besichtigen, insbesondere den Parco archeologico mit Ausgrabungen antiker Gebäudereste. Beim Fotografieren militärischer Objekte sowie beim Verlassen der Wege läuft man jedoch Gefahr, festgenommen zu werden.

## Trivia
Auf Nisida spielt sich ein Teil von Gaetano Donizettis Oper L’ange de Nisida ab.